# 乗龍
乗龍（じょうりゅう、簡体字中国語: 乘龙、英語: Chenglong）は中国の自動車メーカーである東風汽車集団有限公司（DFMC）の子会社東風汽車集団株式有限公司（DFG）の子会社東風柳州汽車の商用車販売ブランドである。

## 概要
東風柳州汽車により、商用車ブランドとして1991年に設立。設立当初は中型キャブオーバートラック及び乗用車を販売していた。2001年に乗用車ブランド東風風行が設立されると商用車をメインに販売。2015年に大型トラック/トレーラー販売ブランドの覇龍（簡体字中国語: 霸龙、英語: Balong）、アメリカンスタイルボンネットトラック販売ブランドの龍卡（簡体字中国語: 龙卡、英語: Longka）と統合し、大型、中型、小型トラックの販売ブランドになる。

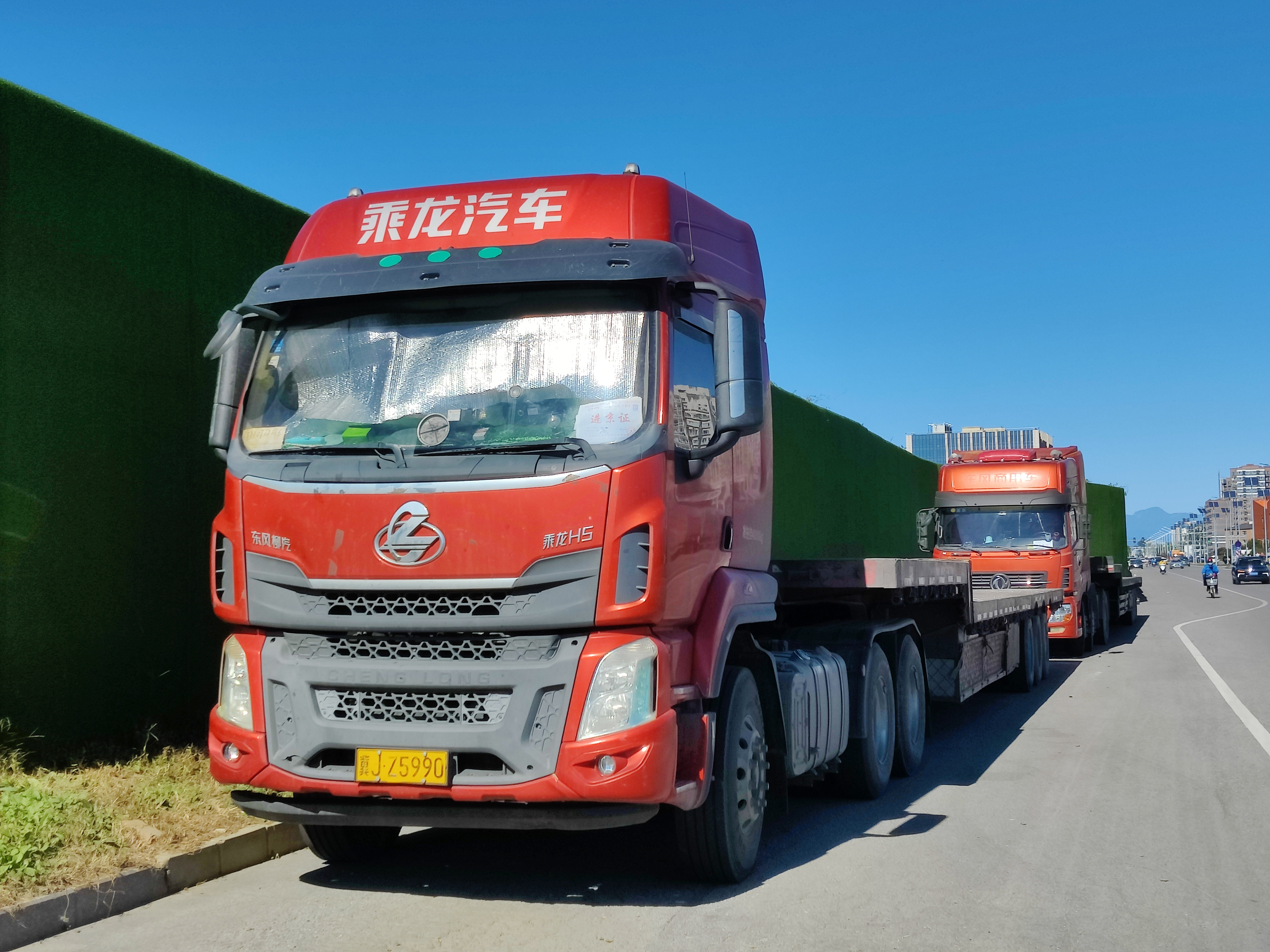
乗龍 H5
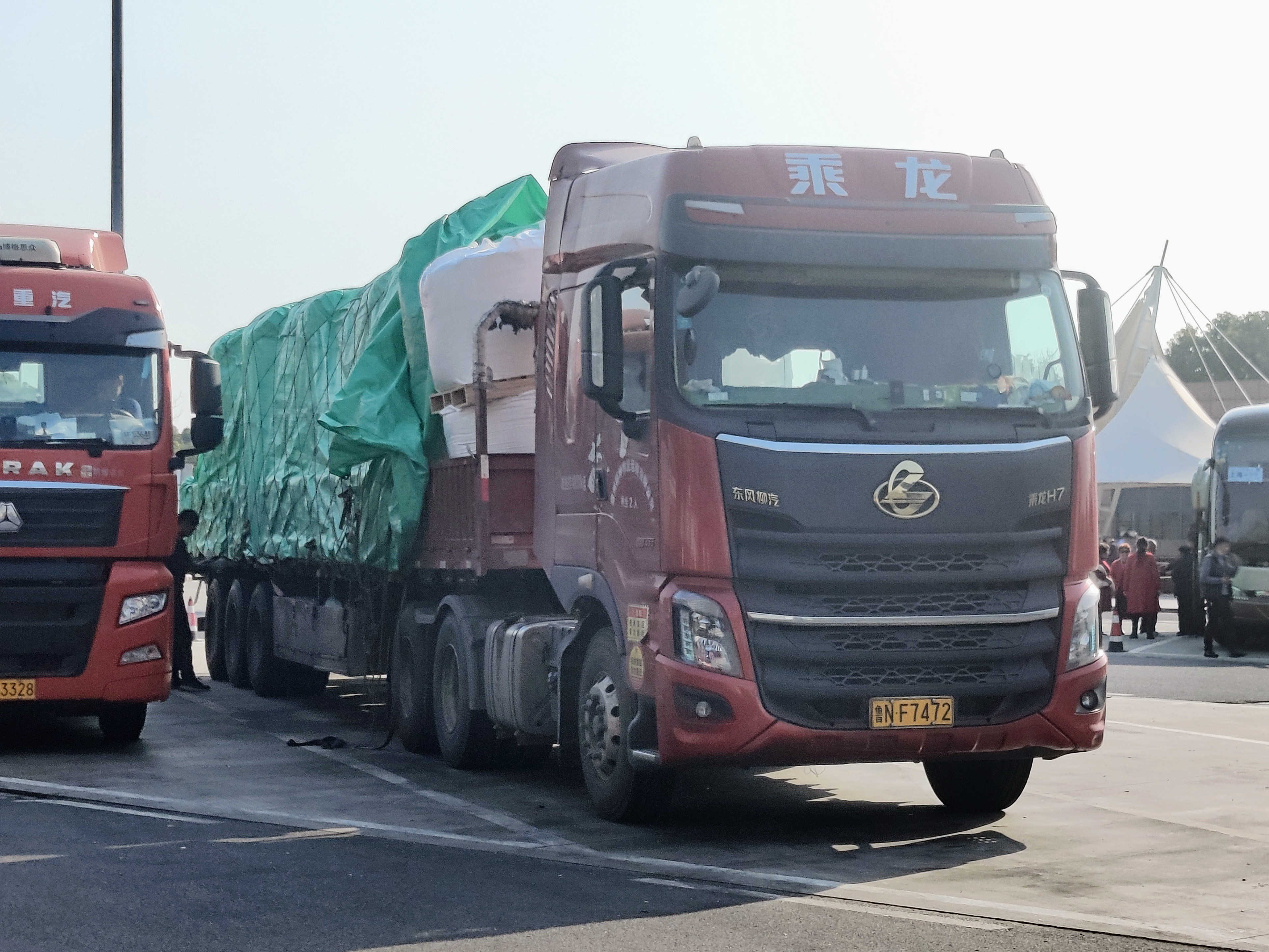
乗龍 F7
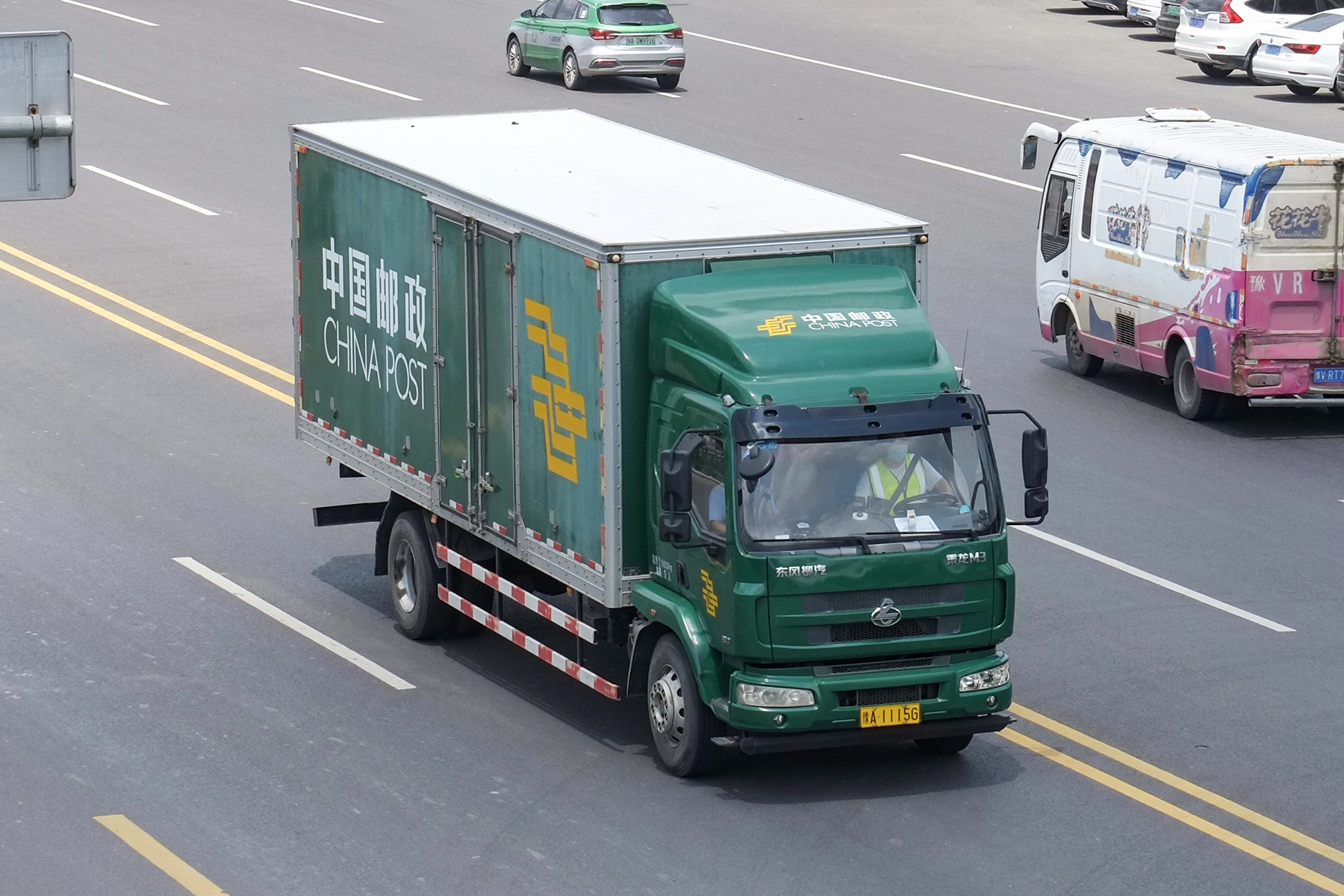
乗龍 M3
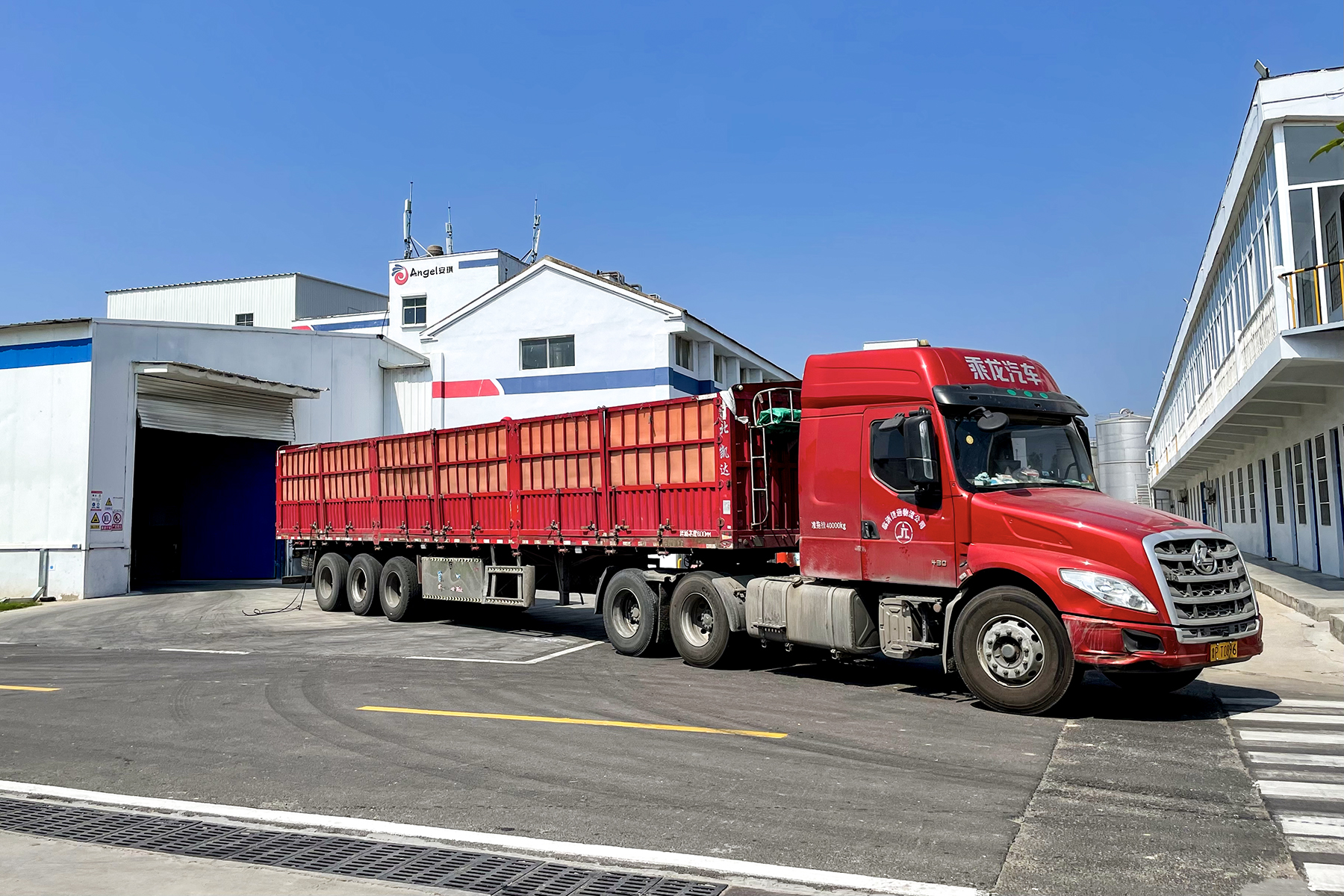
乗龍 T7